# Protoribates acutus
Protoribates acutus är en kvalsterart som först beskrevs av Hammer 1979.  Protoribates acutus ingår i släktet Protoribates och familjen Protoribatidae. Inga underarter finns listade i Catalogue of Life.